# الزاوية البطحاء (أولاد يوسف)
الزاوية البطحاء هو دُوَّار يقع بجماعة امحاميد الغزلان، إقليم زاكورة، جهة درعة تافيلالت في المملكة المغربية. ينتمي الدوّار لمشيخة أولاد يوسف التي تضم 9 دواوير. يقدر عدد سكانه بـ 16 نسمة حسب الإحصاء الرسمي للسكان والسكنى لسنة 2004.

## روابط خارجية
- البوابة الوطنية للجماعات الترابية
- المندوبية السامية للتخطيط